# Шейнский Мост
Ше́йнский Мост — деревня в Новосильском районе Орловской области. Входит в состав Зареченского сельского поселения.

## География
Расположена на возвышенном левом берегу реки Зуши в 3 км от Новосиля и в 4 км от административного центра Заречье. Через деревню проходит автодорога Новосиль — Ефремов.

## История
Одной из казачьих слобод, располагавшихся около Новосиля на реке Зуше, была Шеина слобода на Шеином верхе, получившая своё название от фамилии воеводы Шеина. Впоследствии слобода разрослась и казаки образовали село Шеина на реке Пшевке. Оставшееся на этом месте небольшое поселение стало называться Шеинские Дворы, а после  построения моста через Зушу к деревне перешло название Шеинский Мост (в просторечии Шенский). Возможно из-за малой численности населения и дворов (в 1859 году — один двор) селение не было отмечено ни на топографической карте Шуберта, не числилось ни в одном ближайшем уездном приходе. Упомянуто только в «Новом Кеппене» (11 крестьянских дворов) Михаилоархангельского прихода села Воротынцево за 1915 год.

## Население
| 1859 | 1915 | 2010 |
| ---- | ---- | ---- |
| 7    | ↗56  | ↘14  |